# Pseudomalacoceros maculata
Pseudomalacoceros maculata är en ringmaskart som först beskrevs av Hartman 1961.  Pseudomalacoceros maculata ingår i släktet Pseudomalacoceros och familjen Spionidae. Inga underarter finns listade i Catalogue of Life.